# Lostant, Illinois
Lostant là một làng thuộc quận LaSalle, tiểu bang Illinois, Hoa Kỳ. Năm 2010, dân số của làng này là 498 người.

## Dân số
Dân số qua các năm:
- Năm 2000: 486 người.
- Năm 2010: 498 người.